# Capacete de turbante

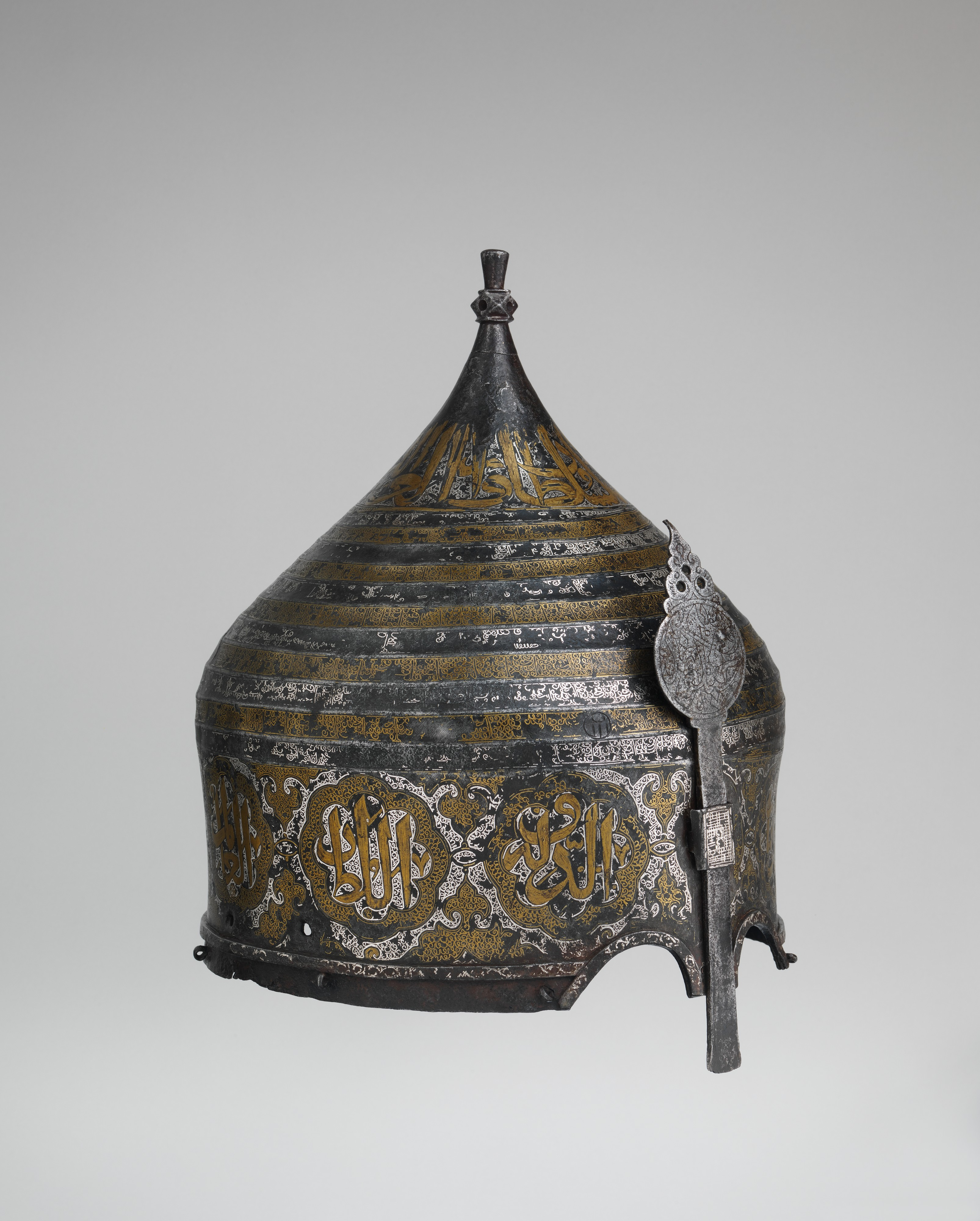
Caso turbante do final do século XV em estilo turco.

O capacete de turbante é um tipo de capacete grande ou capacete de origem turca conhecido por sua grande forma bulbosa e suas barbatanas. O nome deriva do fato de que eles foram usados sobre o turbante. Podem ser encontrados em toda a região do antigo Império Otomano.
Os primeiros capacetes turcos eram cônicos com placas de aço, malha ou protetores de pescoço acolchoados. Desde meados do século XIV até pelo menos o início do século XVI, os capacetes cresceram em tamanho, tornando-se muito grandes e muitas vezes com elaboradas molduras decorativas. Estes grandes capacetes otomanos foram usados por soldados em seus turbantes de pano, por isso eles foram chamados de "capacetes de turbante". Eles são conhecidos por sua grande forma bulbosa. Alguns foram formados com molduras em espiral, supostamente imitando as dobras de um turbante. Esta forma distinta foi forjada a partir de uma única placa de ferro ou aço que se afunila em direção a um fastigio aplicado separadamente. A aresta do casco, está formada sobre os olhos, e, em seguida, ajustada em torno da borda com abafadores ou rebites perfurados onde da defesa de Almofar ou malha é presa com um cordão. O amofar, uma malha de metal flexível, que se estende para baixo para proteger o rosto e pescoço, geralmente é fixado com um selo de chumbo que está marcado com o logotipo usado no arsenal otomano. Uma barra de nariz ajustável é fixada com um suporte no lado frontal do capacete entre as aberturas dos olhos. O desenho foi usado para proteger o nariz do guerreiro.

## Decoração

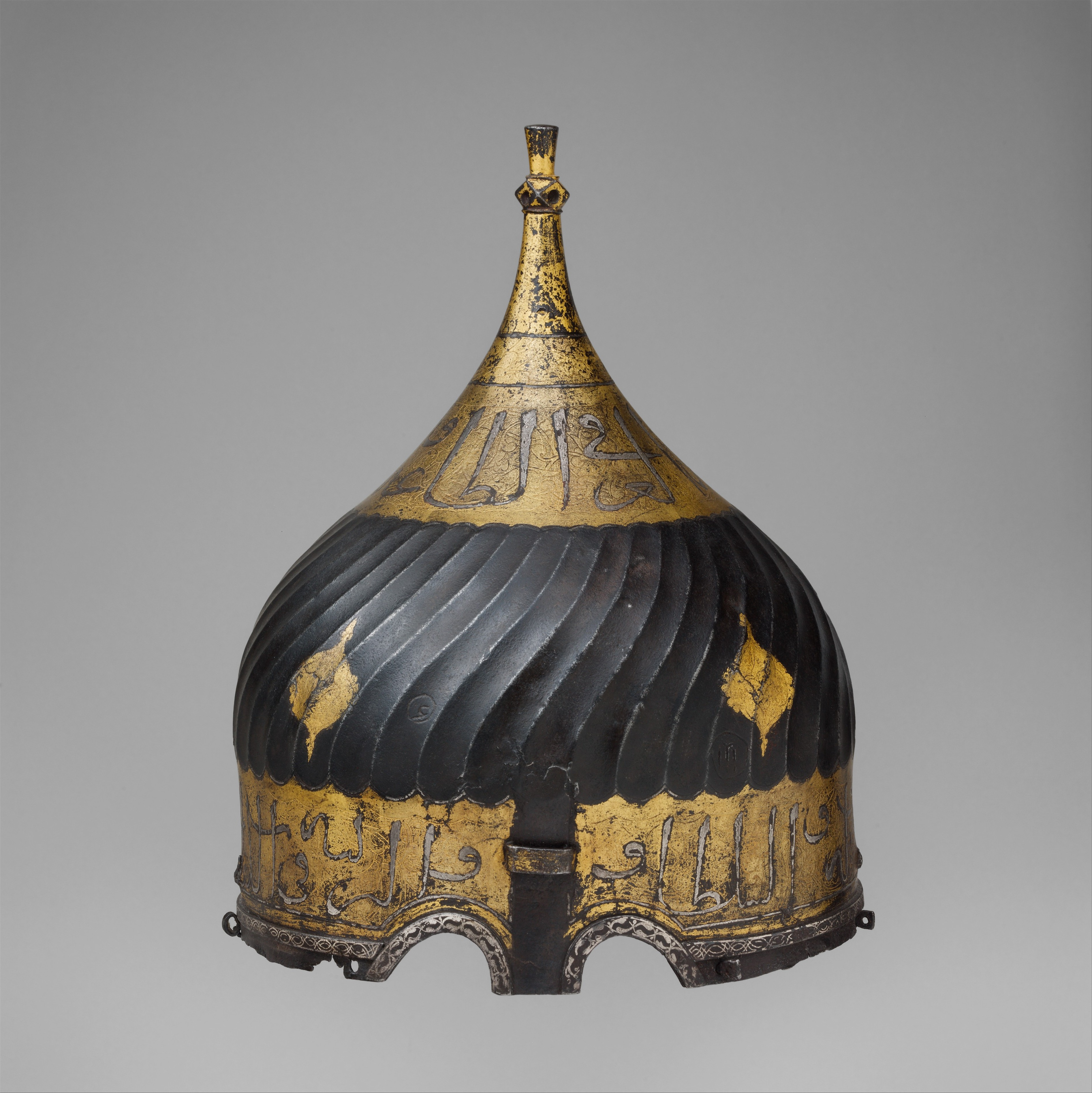
Capacete de turbante do final do século XV, decorado com ouro e prata.

No Império Otomano, certos grupos de dervixes usavam turbantes com uma quantidade prescrita de dobras para representar um importante número místico. É provável que os capacetes de turbante fossem considerados não apenas como uma armadura, mas também como uma espécie de insígnia religiosa. O simbolismo religioso deles indica que o usuário é um guerreiro da fé. Os capacetes de grande tamanho, bem como o almofariz e a armadura de placas com decoração combinada, destinavam-se a ser usados pelas cavalarias pesadas.
Devido à natureza religiosa dos capacetes de turbante, eles são muitas vezes inscritos com caligrafia árabe para simbolizar a palavra de Deus tirada do Alcorão. Mais frequentemente, a inscrição glorifica o governante a quem o guerreiro é leal. As palavras de Deus inscritas no Alcorão supostamente invocam o poder protetor de Deus para aquele que a usa. As inscrições eram às vezes incrustadas com ouro e prata, e eram decoradas com motivos arabescos nas bordas. A maioria dos incrustações de metais preciosos foi feita em um período posterior, quando o capacete não era mais usado no campo militar e havia sido vendido. Outros capacetes de turbante contêm dicas sobre como alcançar a virtude.